# Економска школа Бијељина
Економска школа Бијељина једна је од средњих школа у Бијељини. Налази се у улици Рачанска 96.

## Историјат
Економска школа Бијељина је основана 1959. године као државна школа, школски простор је коришћен за обучавање ученика у различитим занимањима у економској струци. У другој половини шездесетих година се проширила и уписивани су ученици и у трговачкој струци. Пресељењем у зграду бивше Учитељске школе 1973. године добија више простора и уписује и ученике угоститељске струке. Школске 1974—1975. се удружује са Техничком школом и Школом ученика у привреди у Средњошколски центар који је радио до 1979. године када долази до раздруживања и од тада Економска школа ради као самостална. Убрзо је дошло до повећања броја занимања па су уписивали ученике текстилне и обућарске струке, а касније и личне услуге. Од 1998. уписује само ученике економске и трговачке струке. Влада Републике Србије и Министарство просвјете и културе Републике Српске су их исте године укључили у ФАР програм Европске уније, као пилот школу. Крајем 1993. је у пожару уништено двије трећине објекта и сва документација школе. Изградња новог и адаптација постојећег простора је трајала до 1996. године када су ушли у реформу стручног образовања и обуке у сарадњи са Европском унијом. Као пилот школа, сарађивали су са Економском школом Читлука на нивоу Босне и Херцеговине, а као ментор је одређена Тиетген школа из Оденсеа. Реформа је од професора захтијевала едукацију у погледу примјене нових метода учења и оцјењивања, обуку за примјену нове информационе технологије и стално стручно усавршавање. Школске 2003—2004. је матурирала прва генерација ученика пословних техничара, а од следеће године су уписивани ученици у струку Економија, право и трговина. Занимање пословни техничар је проширено у Пословно–правни техничар, а уписани су и ученици у занимања Трговачки техничар и трговац. Године 2007—2008. је уписана прва генерација банкарских техничара. Школа је учествовала на сајмовима предузећа за вјежбу у Бијељини, Брчко Дистрикту, Фрајштату, Братислави, Салцбургу и другим. Сарађивали су са Британским савјетом и Дерби колеџом на изради пројекта из финансија, предузетништва и информационих технологија који је био дио плана „Премијерова иницијатива” осмишљеног да промовише образовне везе између британских колеџа и партнера из Европе. Економска школа Бијељина је победила на такмичењу „Предузетник године” и награђени су путовањем у Дерби, а њихови побједници путовањем у Бијељини. У протеклих двадесет година у школу је најчешће уписивано од двадесет један до двадесет четири одјељења и око шесто ученика. У школској 2019—2020. је уписано пет одјељења првог разреда, од тога два одјељења Пословно–правних техничара и по једно одјељење Економских техничара, Банкарских техничара и Трговачких техничара. Укупно су садржали двадесет два одељења и 567 ученика. Данас садрже пет занимања: Пословно–правни техничар, Банкарски техничар, Економски техничар, Трговачки техничар и Пословно–информатички техничар.